# Sambische Fußballnationalmannschaft (U-17-Juniorinnen)
Die sambische U-17-Fußballnationalmannschaft der Frauen repräsentiert Sambia im internationalen Frauenfußball. Die Nationalmannschaft untersteht der Football Association of Zambia und wird von Kangwa Kaluba trainiert.
Die Mannschaft tritt beim U-17-Afrika-Cup und der U-17-Weltmeisterschaft für Sambia an. Den bislang größten Erfolg erreichte das Team mit dem Halbfinal-Sieg beim Afrika-Cup 2013 und der damit verbundenen Qualifikation für die U-17-Weltmeisterschaft 2014. Bei dieser bislang einzigen WM-Teilnahme schied die sambische U-17-Auswahl nach einem Sieg und zwei Niederlagen jedoch bereits nach der Vorrunde aus.

## Turnierbilanz

### Weltmeisterschaft
| Jahr   | Gastgeber           | Platzierung        |
| ------ | ------------------- | ------------------ |
| 2008   | Neuseeland          | nicht qualifiziert |
| 2010   | Trinidad und Tobago | nicht teilgenommen |
| 2012   | Aserbaidschan       | nicht qualifiziert |
| 2014   | Costa Rica          | Gruppenphase       |
| 2016   | Jordanien           | nicht qualifiziert |
| 2018   | Uruguay             | nicht qualifiziert |
| 2021 1 | Indien 1            | – 1                |
| 2022   | Indien              | nicht qualifiziert |

### Afrika-Cup
| Jahr   | Gastgeber             | Platzierung           |
| ------ | --------------------- | --------------------- |
| 2008   | Hin- und Rückspiele   | Qualifikationsrunde   |
| 2010   | Hin- und Rückspiele   | nicht teilgenommen    |
| 2012   | Hin- und Rückspiele   | Halbfinale 2          |
| 2013   | Hin- und Rückspiele   | Halbfinal-Sieger 2    |
| 2016   | Hin- und Rückspiele   | zurückgezogen 3       |
| 2018   | Hin- und Rückspiele   | Qualifikationsrunde 2 |
| 2020 4 | Hin- und Rückspiele 4 | – 4                   |
| 2022   | Hin- und Rückspiele   | Viertelfinale 2       |